# Piezofeuerzeug

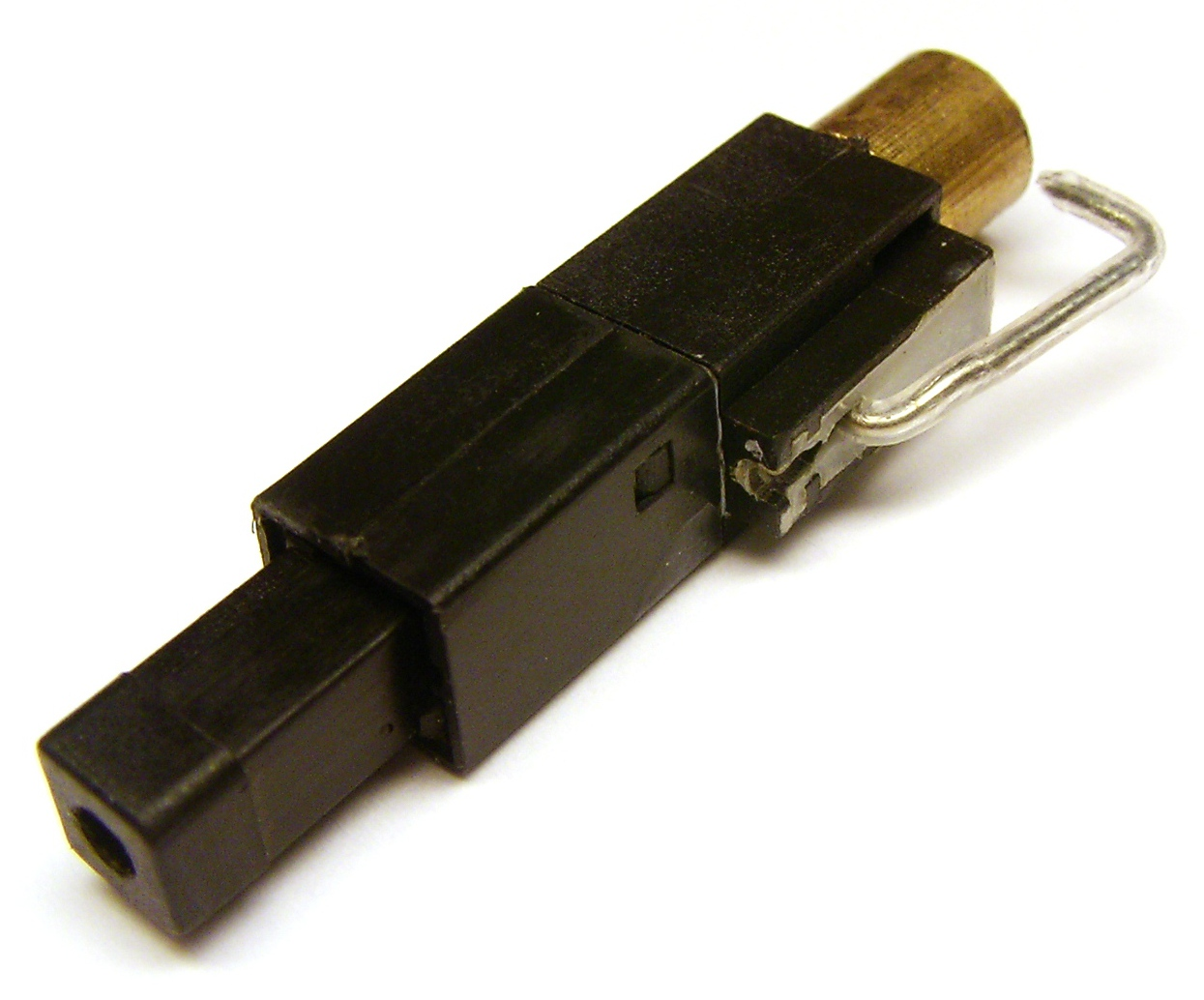
Ein Piezo-Zündelement

Ein Piezofeuerzeug ist ein Feuerzeug, das zur Funkenerzeugung die Piezoelektrizität nutzt. Dazu wird in einem Piezozünder ein schlagartiger großer Druck mittels einer Vorspanneinrichtung erzeugt, um so an einem Piezokristall, der beispielsweise aus dem Material Blei-Zirkonat-Titanat besteht, eine kurzzeitige hohe elektrische Spannung zu gewinnen. Diese Hochspannung, die über 10 kV betragen kann, löst an einer vorgesehenen Funkenstrecke, im Prinzip eine miniaturisierte Zündkerze, einen blau leuchtenden Funken aus, der dann das daran vorbeiströmende Gas zündet.
Ein Stromschlag aus einem solchen Piezo-Bauelement ist zwar unangenehm, jedoch aufgrund der geringen Energie der Entladung nicht gefährlich.